# ボリビア海軍

ボリビア海軍軍艦旗

ボリビア海軍（ボリビアかいぐん、スペイン語：Fuerza Naval Boliviana、以前は Armada Boliviana）は、ボリビアの海軍である。
ボリビアは太平洋戦争 (1879年-1884年)に敗れて内陸国となっているが、チリに奪われた太平洋岸の領土奪回を諦めておらず、海軍を保有し続けて河川やペルーとの国境にあるチチカカ湖に配備している。海軍将兵は3月23日の「海の日」式典に参加する。

## 概要
2007年時点で現役兵総員約4,800人。現在はボリビア陸軍の管轄下にある。
主な任務はチチカカ湖と河川における警備や密輸取り締まり、および河川を利用した遠隔地への物資の輸送支援である。外洋での訓練はアルゼンチン海軍に委託している。

## 歴史

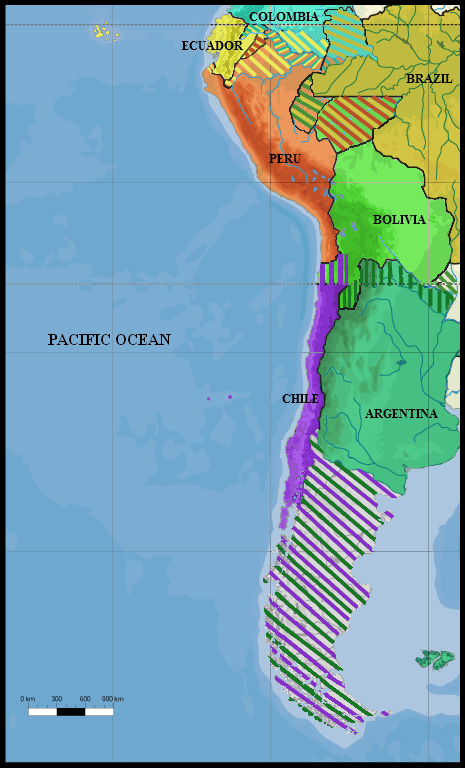
1879年時点での南米諸国の国境線。太平洋戦争 (1879年-1884年)以前のボリビアは太平洋に面していた。

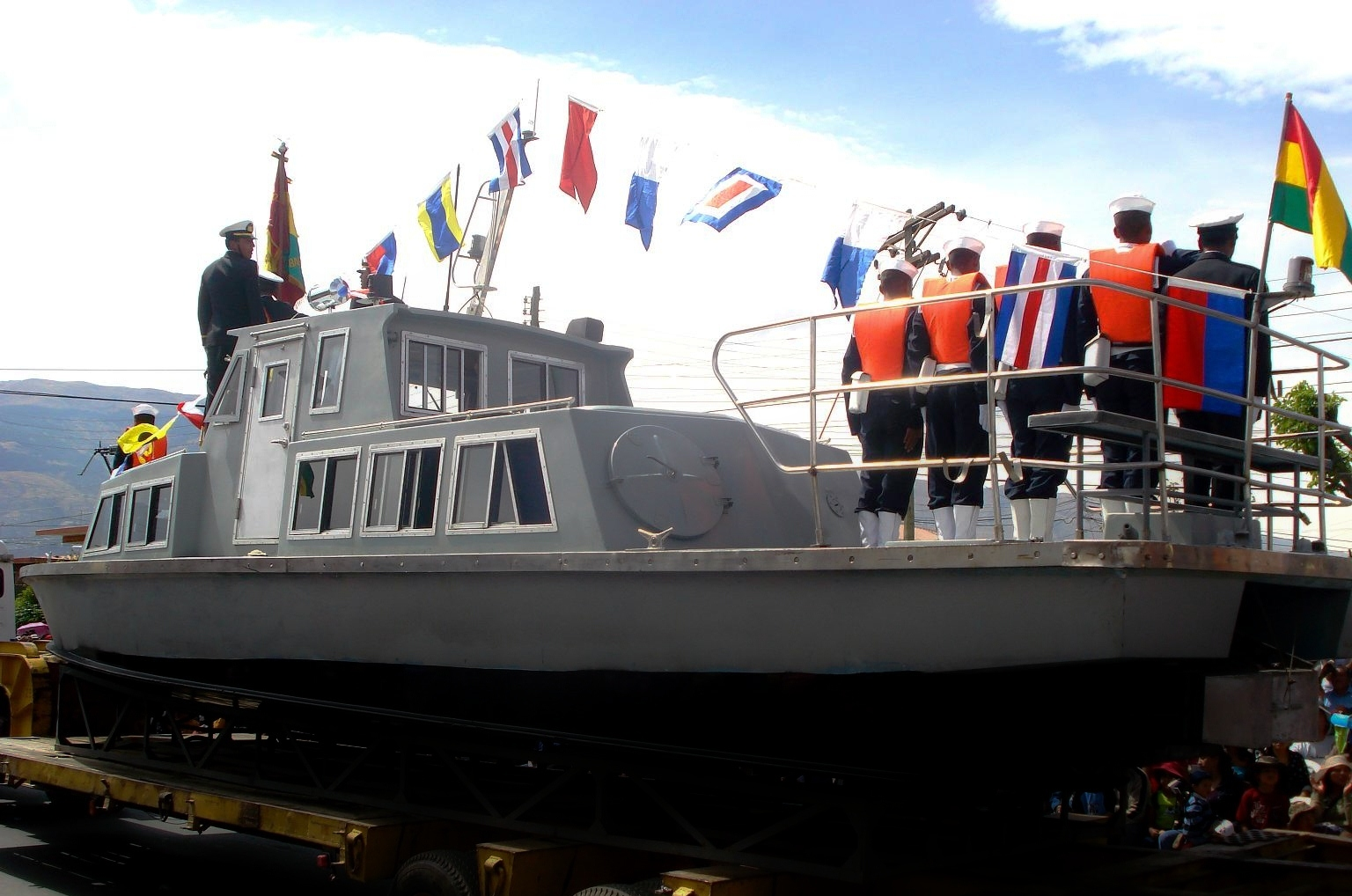
ボリビア海軍の船舶

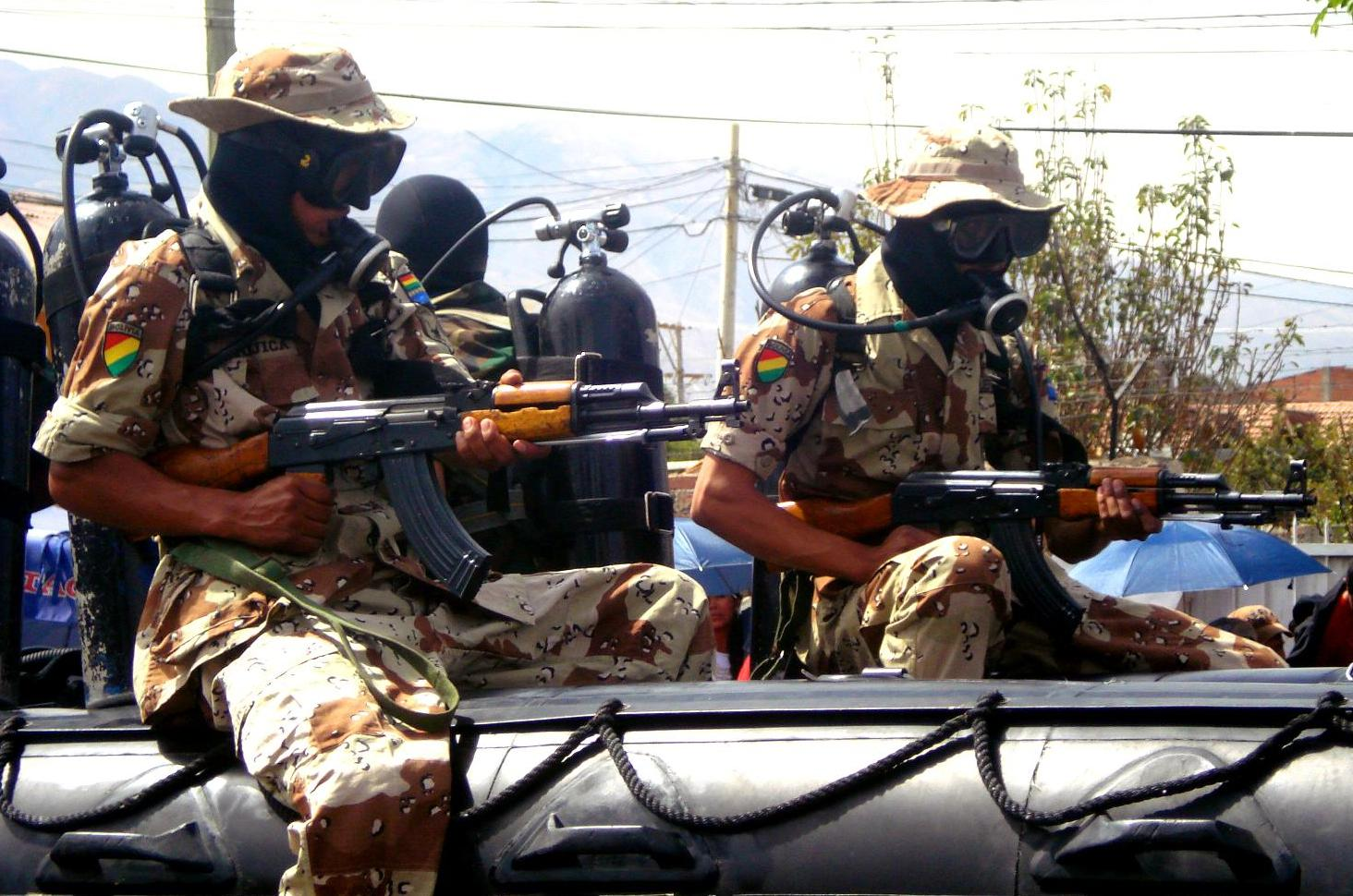
ボリビア海兵隊員

太平洋戦争前はボリビアは海に面する領土を有していた。1839年から1879年までの間にボリビア海軍に存在した船は砲艦「General Sucr」、「El Morro」、スクーナー「Sorata」、ブリッグ「Maria Luisa」の4隻がある。
太平洋戦争に敗北してアントファガスタ県をチリに奪われて以降、ボリビアは1世紀以上に亘って海に面していない。しかし海岸部の領土を失ってからも海軍は解体されず、活動の場を全面的に内陸部へ移して存続し続けている。
ボリビア東部にはアマゾン川の支流の大きな河川が存在しており、密輸や麻薬取引を防ぐためにパトロールを行っている。また、航行可能な湖としては世界で標高が最も高いチチカカ湖でも活動している。
1989年時点では海軍の人員は3800人（2000人の海兵隊を含む）であった。海軍はグワキ、プエルト・グアヤメリン（Puerto Guayamerin）、プエルト・スアレス、リベラルタ、ティキーナ（San Pedro de Tiquina）の5つの地区、Puerto Busch、Puerto Horquilla、プエルト・ビリャロエル、トリニダ、ルレナバケの基地から構成されている。海軍の多くの船は河川域のパトロールをしており、それには20mのSanta Cruz de la Sierraや、ラプラタ川に面するアルゼンチンのロサリオを母港とする遠洋航海用のリベルタドール・ボリバル級輸送艦（ベネズエラより取得、元はBarquisimeto）を含んでいる。1993年に、海軍はArmadaからFuerza Navalと改名され、陸軍の下に移された。

## 組織
海軍総司令官（Comandante General de la Armada Boliviana）の下、以下の職位・組織がある。
- 水上部門司令部　プエルト・グアヤメリン
- 海軍参謀総長
- 海軍監査官
- 海軍参謀本部
  - 第1部（Departamento I、人事）
  - 第2部（Departamento II、情報）
  - 第3部（Departamento III、作戦）
  - 第4部（Departamento IV、兵站）
  - 第5部（Departamento V、政治・戦略）
- 財務管理総局（Dirección General de Administración y Finanzas）
- 港務総局（Dirección General de Capitanías de Puerto）
- 技術開発支援総局（Dirección General de Ingenieria y Apoyo al Desarrollo）
- 海軍水路総局（Dirección General de Hidrografía Naval）

### 海軍管区・海軍区
- 第1海軍区 ベニ（Beni）
- 第2海軍区 マモレ（Mamoré）
- 第3海軍区 マデラ（Madera）
- 第4海軍区 チチカカ（Titicaca）
- 第5海軍区 サンタクルス・デ・ラ・シエラ（Santa Cruz de la Sierra）
- 第6海軍区 コビハ（Cobija）
- 第1海軍管区 コチャバンバ（Cochabamba）
- 第2海軍管区 サンタクルス（Santa Cruz）
- 第3海軍管区 ベルメホ（Bermejo）

### 部隊・機関
- 任務部隊「ディアブロス・アスレス」（"Diablos Azules"）
- 輸送任務作戦部隊（Unidad Operativa de Servicios de Transnaval）
- 港務部（Capitanias de Puelto、各海軍区ごとに配置されている）
- ボリビア水運事業（Empresa Naviera Boliviana）
- 国家貿易海軍部隊（Unidad de Marina Mercante Nacional）

### 学校・教育
- 海軍学校（Escuela de Naval Militar）
- 海軍下士官学校（Escuela de Sargentos de la Armada）
- 言語学校（Escuela de Idiomas）
- 指揮参謀課程（Curso de Comando y Estado Mayor）
- 海軍応用課程（Curso de Aplicación Naval）
- 海軍下士官向上センター（Centro de Perfeccionamiento Naval para Sargentos）
- 海軍下士官養成センター（Centro de Capacitación Naval para Suboficiales）
- 情報処理技術養成センター（Centro de Capacitación en Computacion）
- 水陸両用戦訓練センター（Centro de Instrucción de Comandos Anfibios）
- 高所潜水訓練センター（Centro de Instrucción Buceo de Altura）

### 海兵隊
海兵隊は2007年時点で現役兵1,700人（このうち1,000人が海軍憲兵の身分を持つ）が所属。
- 6個海兵歩兵大隊（このうち1個大隊は海軍区に直轄している）
- 1個機械化海兵歩兵大隊
- 4個海軍憲兵大隊

## 装備

### 艦艇
2011年6月時点（『Jane's Fighting Ships 2011-2012』による）。
- 哨戒艇
  - Capitan Palomeque級×3隻
（PR221 Capitan Palomeque）、（PR301 General Banzer）、（PR302 Antofagasta）
  - PBR×42
LP01-42
  - （PR501 Santa Cruz la Sierra）
  - Paz Zamora級×7隻
（LP101 Paz Zamora）、（LP351 Raider）、（LP406 Gemera; Bejar）、（LP409 Mariscal de Zapita）、（LP410 Capitan Bretel）、（LP411 Teniente Soliz）、（LA414 Guaqui）
- 輸送艇
  - Almirante Grau級×10隻
（M101 Almirante Grau）、（M103 Comandante Arandia）、（M107 German Busch）、（M223 Libertador）、（M224 Trinidad）、（M301 Rio Guapore）、（M341 Ingeniero Gumucio）、（M342 Jorge Villarroel）、（M401 Coati）、（M402 Cobija）
  - Logistic Vessel×7隻
（TNR01 Jose Manuel Pando）、（TNR02 Nicolas Suarez）、（TNR04 Max Paredes）、（TNR05 Julio Olmos）、（TNBTL06 Horacio Ugarteche）、（TNR07 Thames Crespo）、TNR10
- 病院船
  - 各型×2隻
（TNBH401 Julian Apaza）、（TNBH01 Xavier Pinto Telleria）

### 航空機

#### 固定翼機
- セスナ 206 × 1機
- セスナ 402 × 1機